# Freddy Bossy
Pour les articles homonymes, voir Bossy.
Œuvres principales
Lexique maritime de la Saintonge et de l'Aunis
Freddy Bossy, né le 28 mai 1954 à Montpellier-de-Médillan en Charente-Maritime et mort le 17 mars 2020 à Liausson (Hérault) est un auteur charentais-maritime d'expression poitevine-saintongeaise, dans une de ses variantes saintongeaises, celle du centre-ouest de la Charente-Maritime. En outre spécialiste du poitevin-saintongeais.

## Biographie
Né en 1954 à Montpellier-de-Médillan près de Gémozac en Charente-Maritime, il a  une formation en linguistique et en théologie. Prédicant laïque dans la presqu'île d'Avert, il enseigne d'abord dans le secondaire en Charente-Maritime, avant d'enseigner aussi un temps le poitevin-saintongeais à l'Université de Poitiers. Les dernières années de sa vie, il poursuit son action de prédicant dans les Cévennes avant de se convertir à l'Islam (soufisme) et travaille sur les manuscrits non publiés, relatifs aux parlers saintongeais du nord Gironde, du linguiste décédé Jacques Boisgontier, sans parvenir à les faire éditer avant sa propre mort. Il décède en 2009.
Son travail principal est une monumentale thèse, soutenue en 1982 à la Faculté des lettres de Bordeaux : "Lexique maritime de la Saintonge et de l'Aunis", fruit d'un minutieux travail de collectage le long des côtes de Charente-Maritime. Un certain nombre de ses travaux sont restés inédits.
Opposé à l'orthographe dite "normalisée" de l'UPCP, il refuse de publier son ouvrage de proverbes charentais sous son propre nom, et y appose alors le pseudonyme de Guillaume Chenin, lorsque son livre est orthographié dans cette orthographe dite "normalisée" de l'UPCP, pour sa publication en 1997 par Geste éditions.
Il meurt le 17 mars 2010 au Lac du Salagou.

## Œuvres
Études linguistiques :
- Langue et littérature de l'âge roman en Aunis et Saintonge, dans Aguiaine, SEFCO, mai-juin 1976.
- Pour une approche linguistique des gavacheries, rapport complémentaire de DEA, 1978. (Document photocopié, pas d'édition).
- Les vierges sages et les vierges folles, dans Aguiaine, SEFCO, tome XIV, 1980.
- Lexique maritime de la Saintonge et de l'Aunis, thèse de doctorat de 3e cycle, soutenue en 1982. (Document photocopié, pas d'édition).
- 812  proverbes et dictons charentais : édition bilingue, (sous le pseudonyme de Guillaume Chenin), Geste éditions, 1997.  (ISBN 2-910919-46-3)

Textes en saintongeais :
- Sonié, dans : Ecrivajhes : anthologie en poitevin-saintongeais. Éditions UPCP/Geste Paysanne, 1985.  (ISBN 2-905061-05-7)(Ce texte en saintongeais est ici publié dans l'orthographe dite "localisée" de l'UPCP, la version originelle publiée précédemment dans l'hebdomadaire Réforme étant dans la graphie de l'auteur.)
- La tournàie dau pasteùr, dans Paroles d'oïl : choix de textes en langues d'oïl, Geste éditions, 1994.  (ISBN 2-905061-95-2) (Ce texte en saintongeais est ici publié dans l'orthographe dite "normalisée" de l'UPCP, la version originelle publiée précédemment en 1986 dans l'hebdomadaire Réforme étant dans la graphie de l'auteur.)

Autres publications :
- Protestants d'Aunis, Saintonge et Angoumois, (en collaboration avec Pierre Boismorand et Denis Vatinel), Croît vif, 1998.